# ApolloCon
ApolloCon es una convención de ciencia ficción que se celebra anualmente desde el año 2004 durante tres días en Houston, Texas. Dentro de su programación, este evento ofrece paneles de discusión sobre temas literarios, medios de comunicación, ciencia y cultura; muchos de estos incluyen debates en torno a la exploración del espacio y la astronomía, atrayendo participantes de la industria espacial de Houston y otros grupos afines.

## Listado de ApolloCons
|   | Año  | Invitado(s) de Honor | Presidente de la convención |
| - | ---- | --- | --------------------------- |
| 1 | 2004 | Selina Rosen, Cat Osborne, Paul Abell y Bonnie Cooper                                                                              | Doug Herrington             |
| 2 | 2005 | Robert J. Sawyer, Victory, Juanita Coulson, Kathy Thornton y Derly N. Ramirez II                                                   | Doug Herrington             |
| 3 | 2006 | Peter S. Beagle, Alain Viesca, Steve Macdonald, Timothy E. Miller (Fan), y los invitados especiales Greg Edmonson y David Franklin | Mark Hall                   |
| 4 | 2007 | C.S. Friedman, David G. Hartwell, Jeff Sturgeon, Graham and Becca Leathers, A.T. Campbell III (fan)                                | Mark Hall                   |
| 5 | 2008 | Allen Steele, Lou Anders, Brad Foster, Margaret Middleton, Anne KG Murphy                                                          | Shai Mohammed               |
| 6 | 2009 | Wil McCarthy, Pat Rawlings, Amy McNally, Al Jackson (fan), y el invitado especial Stanley G. Love                                  | Kim Kofmel                  |
| 7 | 2010 | Catherine Asaro, Keith Thompson, Pat Virzi (fan), Dave Weingart y el invitado especial Rob Balder de Erfworld                      | Kim Kofmel                  |
| 8 | 2011 | Martha Wells, B. E. Johnson, Ann VanderMeer y Jeanne Gomoll (fan)                                                                  | Katy Pace                   |
| 9 | 2012 | Tanya Huff |                             |